# Liu Xingju
Liu Xingju (chinesisch 劉興居; † 177 v. Chr.) war ein Prinz der Han-Dynastie in China und beteiligte sich am Staatsstreich gegen die Lü-Familie. Als Sohn des Prinzen von Qi, Liu Fei, war er ein Enkel des Kaisers Gaozu. Sein älterer Bruder Liu Xiang hatte Titel und Ländereien des Vaters geerbt. Kaiseringroßmutter Lü Zhi ernannte ihn im Jahr 182 v. Chr. zum Marquis von Dongmou und berief ihn in die Hauptstadt Chang’an, wo er als kaiserlicher Wachkommandant diente.
Für seine Beteiligung am Sturz der Lü-Familie hatte man Liu Xingju ursprünglich den Titel Prinz von Liang mit den dazugehörigen Ländereien versprochen. Als der neue Kaiser Wen jedoch herausfand, dass Liu Xingju ursprünglich seinen Bruder Liu Xiang zum Kaiser machen wollte, war er ungehalten. Er ernannte Liu Xingju im Jahr 178 lediglich zum Prinzen von Jibei und schuf sein Fürstentum aus Ländereien seines Bruders Liu Xiang neu.
Aus Unzufriedenheit plante Liu Xingju bald eine Rebellion. Als der Kaiser im Sommer 177 seine Heimat im Fürstentum Dai aufsuchte, wähnte ihn Liu Xingju auf einem Feldzug gegen die Xiongnu und begann darum unverzüglich mit seinem Aufstand. Als der Kaiser davon erfuhr, schickte er Chai Wu (柴武), den Marquis von Jipu, mit einer Armee gegen Liu Xingjus Streitmacht aus. Nach einigen Niederlagen auf dem Schlachtfeld wählte Liu Xingju den Freitod.
| Personendaten    | Personendaten                                    |
| ---------------- | ------------------------------------------------ |
| NAME             | Liu, Xingju                                      |
| ALTERNATIVNAMEN  | Jibei, Prinz von                                 |
| KURZBESCHREIBUNG | Prinz der Han-Dynastie und Gegner der Lü-Familie |
| GEBURTSDATUM     | 2. Jahrhundert v. Chr.                           |
| GEBURTSORT       | China                                            |
| STERBEDATUM      | 177 v. Chr.                                      |
| STERBEORT        | China                                            |